# Пешной
Пешной (каз. Пешной) — упразднённое село в Атырауской области Казахстана. Находится в подчинении городской администрации Атырау. Входило в состав Дамбинского сельского округа. Код КАТО — 231043200. Ликвидировано в 2013 году.

## Население
По данным 1999 года в селе не было постоянного населения. По данным переписи 2009 года в селе проживало 77 человек (40 мужчин и 37 женщин).